# Вибротерапия
Вибротерапия — метод физиотерапии. Состоит в лечении заболеваний периферической нервной системы, асептических воспалительных процессов и других с помощью создаваемой специальными аппаратами вибраций низкой частоты (главным образом в форме вибрационного массажа). Улучшает кровообращение, обмен веществ, стимулирует нейротрофические функции.